# Quartieri di Cagliari
I quartieri di Cagliari sono trentuno; quattro di questi costituiscono il centro storico cittadino attorno al quale, dall'espansione di Stampace e Villanova, sono andati formandosi a partire dalla prima metà del XX secolo gli altri quartieri: sette di essi fanno poi parte di Pirri.

## Centro storico

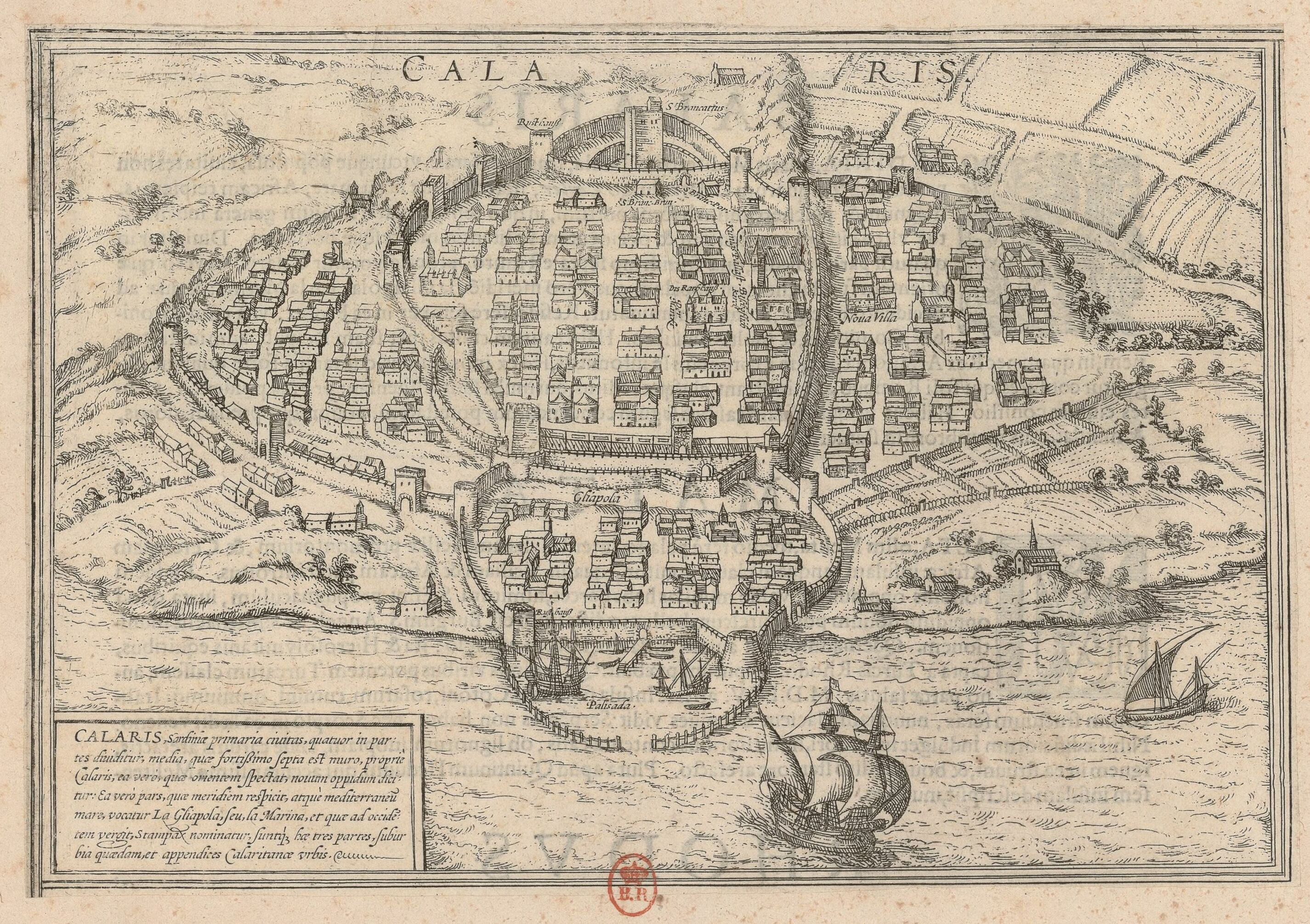
Mappa di Cagliari del XVI secolo; si notano i quattro quartieri: Castello al centro, Stampace a occidente, Villanova a oriente e Marina a sud (derivata dall'opera di Sigismondo Arquer per la Cosmographia di Sebastian Münster)

Il centro storico di Cagliari corrisponde alla conformazione che i pisani diedero alla città nel corso del XIII secolo e nei primi due decenni del XIV secolo. Attorno al quartiere fortificato detto Castel di Castro, sede del potere, si svilupparono tre quartieri destinati a ospitare le abitazioni e le attività dei popolani: Marina, Villanova e Stampace.

### Castello
È il principale quartiere storico di Cagliari, caratterizzato dalla sua posizione elevata sul resto della città e dalla cinta muraria che lo circonda; venne fondato dai pisani nel 1216-1217 sul colle ceduto a Lamberto Visconti di Eldizio da Benedetta di Cagliari. Grande rilevanza storica gli deriva dall'aver ospitato le sedi delle principali istituzioni del Regno di Sardegna (particolarmente il viceré e gli stamenti). I più noti monumenti cittadini si trovano in questo quartiere: le torri pisane di San Pancrazio e dell'Elefante, il duomo, il Palazzo Regio, il bastione di Saint Remy e la Cittadella dei musei Giovanni Lilliu.

### Villanova

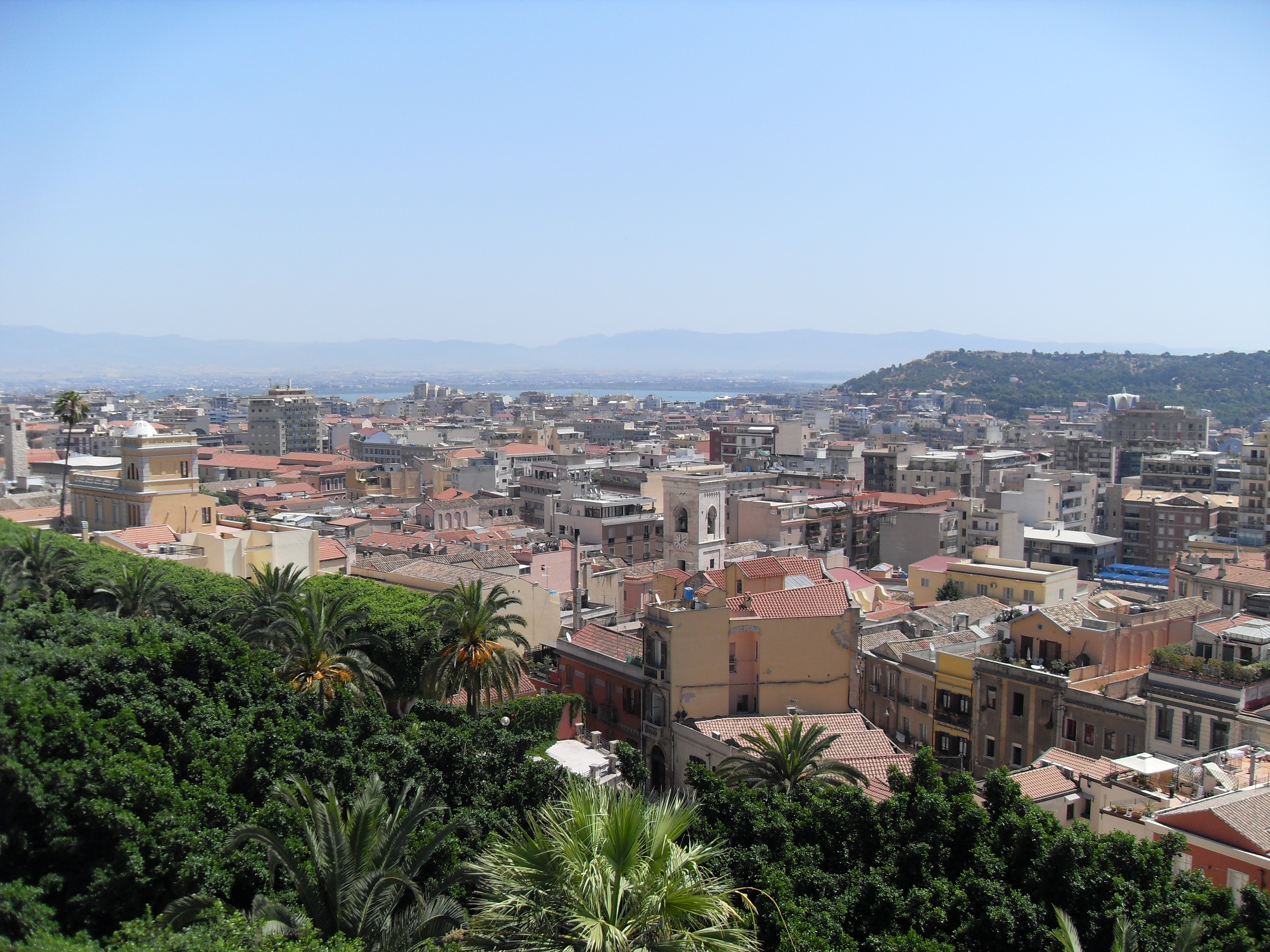
Villanova

Situato a est di Castello, era anticamente abitato da contadini, che lavoravano i vasti campi e le vigne che circondavano la zona. Ancora oggi le abitazioni del quartiere si presentano generalmente più umili e con un minore sviluppo in altezza rispetto ai palazzi degli altri quartieri storici.
Durante la settimana santa le vie del quartiere si animano di cagliaritani e turisti che assistono alle varie processioni, organizzate dalle arciconfraternite della Solitudine e del Santissimo Crocifisso, che hanno i loro oratori a Villanova.
Dall'espansione di Villanova si sono formati i quartieri moderni della zona est di Cagliari.

### Marina

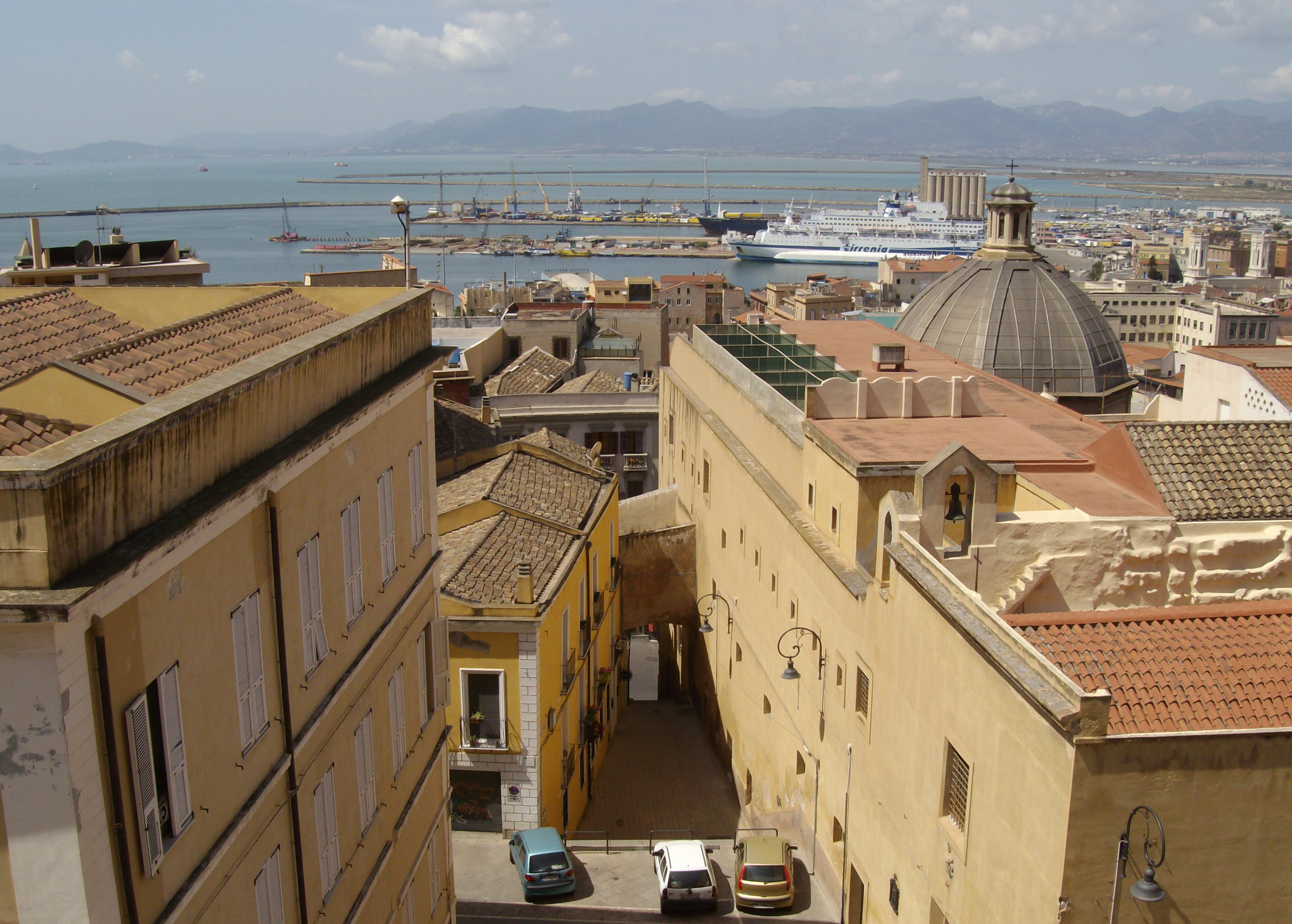
Marina

È sorto tra il Castello e il porto di Cagliari, anticamente abitato prevalentemente da pescatori, mercanti e tutti coloro che lavoravano presso il porto. Numerose sono le testimonianze storico-artistiche nella Marina, cominciando dai resti della Caralis romana che si estendeva (e si estende ancora oggi) sotto l'attuale quartiere, sino alle numerose chiese, tra le quali la chiesa di Sant'Eulalia.

### Stampace

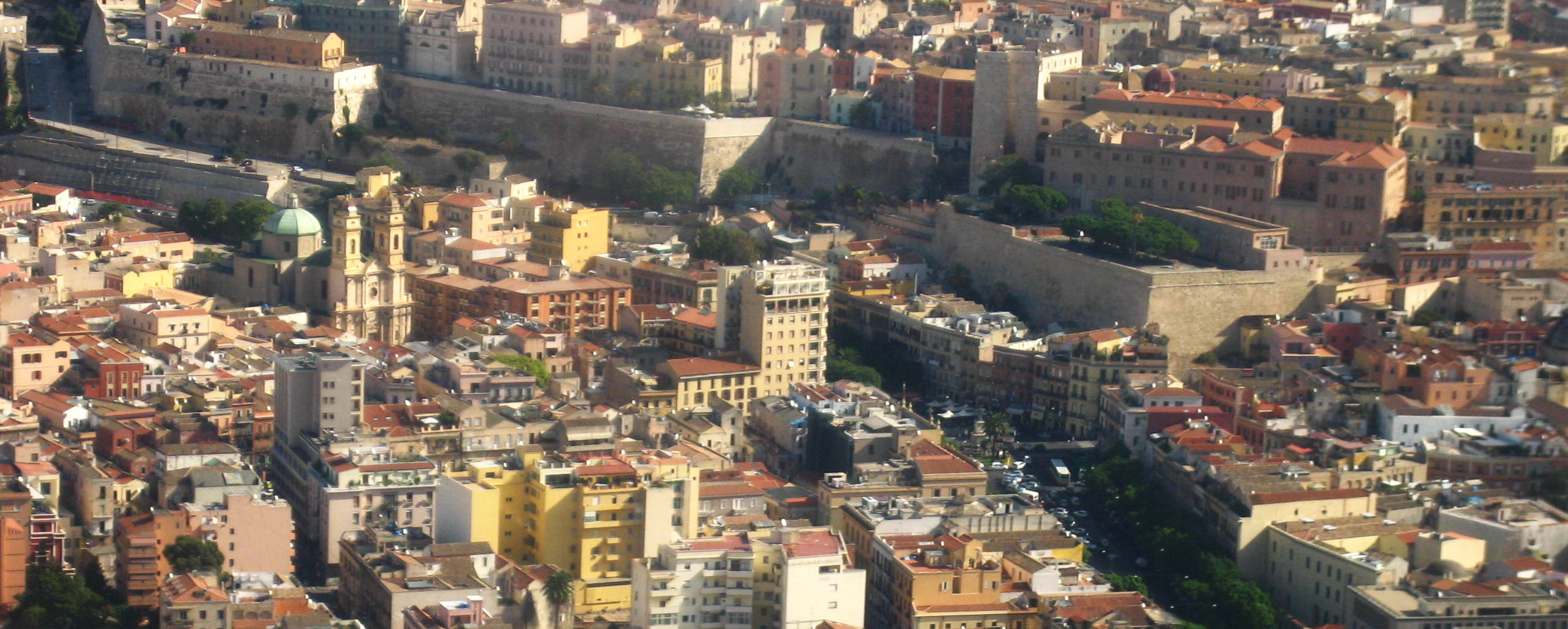
Stampace e i bastioni di Castello

Sorto a ovest di Castello per accogliere i profughi di Santa Igia (post-1258), era il quartiere anticamente caratterizzato da numerose botteghe di artigiani e artisti. Da sempre è legato a sant'Efisio e alla sua festa a causa della presenza dell'omonima chiesa, sorta secondo la tradizione sopra il carcere del santo. Nel quartiere sorgono anche le importanti chiese barocche di San Michele e Sant'Anna.
Dalla espansione di Stampace si sono gradualmente formati i quartieri moderni della zona ovest della città.

## Città moderna

### Tuvixeddu-Tuvumannu

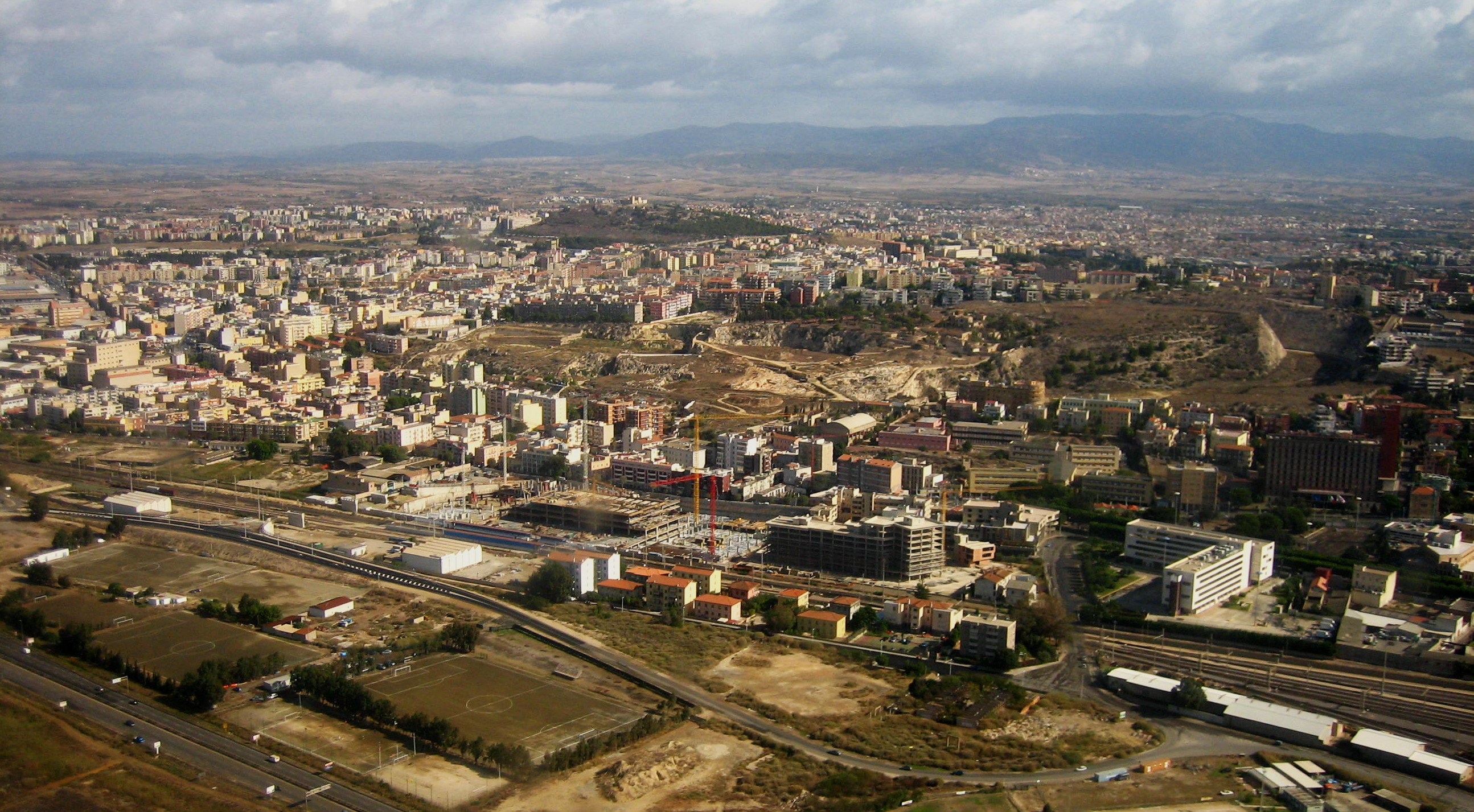
Tuvixeddu-Tuvumannu e Sant'Avendrace-Santa Gilla

Il quartiere prende il nome dai due colli di Tuvixeddu (AFI: /tuviˈʒɛddu/ ) e Tuvumannu, sopra i quali si estende e sui quali si trovano anche importanti testimonianze archeologiche, in particolare la necropoli punica. Confina a est con Stampace, a nord con Is Mirrionis, a ovest con San Michele e a sud con Sant'Avendrace-Santa Gilla.

### Is Mirrionis
Quartiere del secondo dopoguerra che sorge ai piedi del colle di Tuvumannu. Il quartiere è dotato di scuole elementari e medie, asilo nido, mercato rionale (sito al suo confine, in via Quirra) e numerose linee di autobus che lo collegano efficacemente con il centro della città.
Le chiese principali sono San Pietro e Paolo e Sant'Eusebio. Il parco di Monte Claro costituisce il suo principale polmone verde, seguito dal parco del castello di San Michele (che però sorge al confine del quartiere con la zona di Bingia Matta). È delimitato dalle vie Is Mirrionis, Cadello, Pipia, Serbariu, Quirra, Meilogu, Campeda, Abruzzi ed Emilia.

### La Vega
Sorse nel 1930 ed è situato nella zona centro-nord della città. Quartiere residenziale con abitazioni di medio e alto livello. Nel suo confine inferiore ospita il parco di Monte Claro, che si estende per numerosi ettari e soprattutto d'estate è sede di concerti e diverse manifestazioni culturali e di svago. Nel confine superiore ospita i giardini pubblici di Cagliari, un altro parco cittadino di recente ristrutturazione.
All'interno del quartiere si trovano: la Casa dello Studente (grattacielo sede di appartamenti in affitto a studenti universitari), la facoltà di lettere e filosofia e quella di ingegneria, l'istituto di geologia e mineralogia dell'Università degli Studi di Cagliari e i campi del CUS Cagliari, che comprendono: un campo da calcio in erba, due campi da calcetto, un campo da hockey, quattro campi da tennis, piscina, palestra, un palazzetto di recente costruzione con campo da pallacanestro e pallavolo; queste strutture sono allocate in un'area chiamata Sa Duchessa.
Sono due le scuole presenti: la scuola media di via Piceno e il liceo scientifico statale Antonio Pacinotti di via Liguria, che con le sue circa 70 aule e laboratori è una delle più grandi della città. Nel cuore del quartiere sorge la chiesa di San Francesco d'Assisi, edificata nella seconda metà del XX secolo.

### Fonsarda

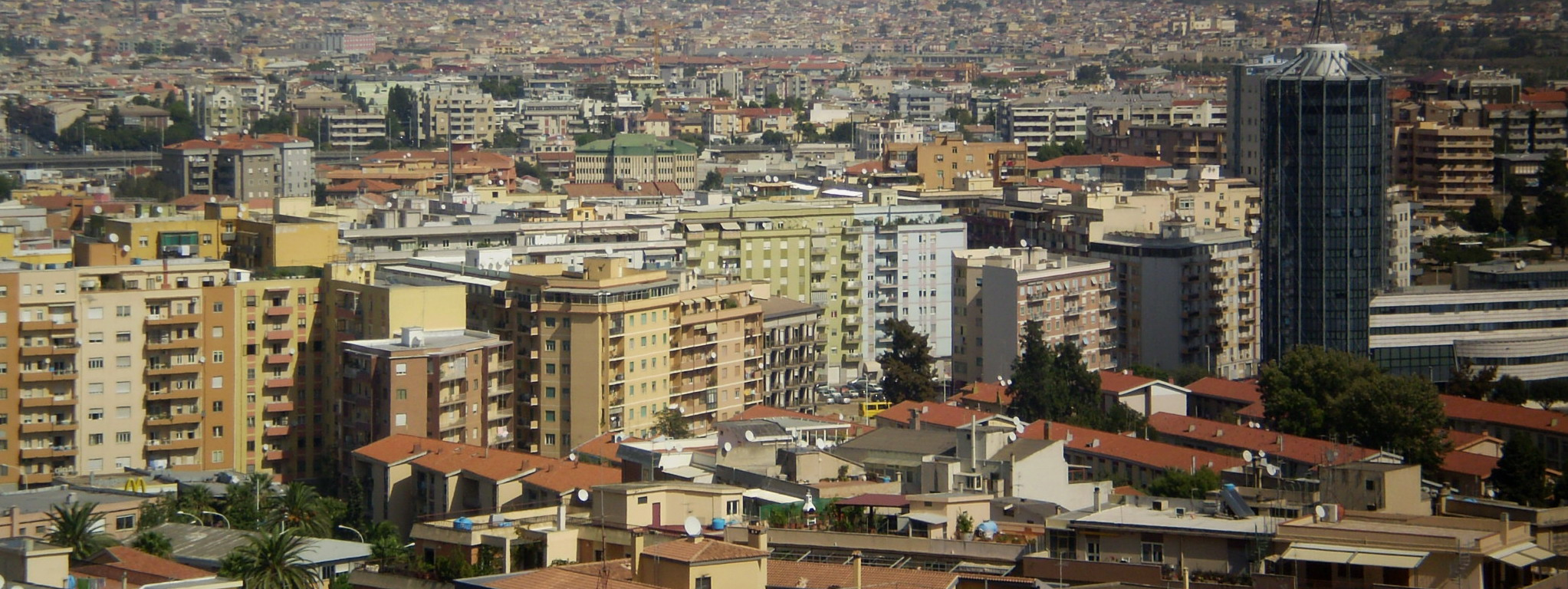
Fonsarda

Edificato a partire dagli anni quaranta è oggi un quartiere residenziale compreso fra piazza Giovanni XXIII, via Baldassarre Castiglione, via Giuseppe Biasi, via dei Giudicati e via Efisio Cao di San Marco. Abitato perlopiù dalla classe media cittadina, è composto da palazzi di medio livello e giardini curati.
Da segnalare la presenza del T-Hotel, di recente costruzione, e di numerosi impianti sportivi.

### Sant'Alenixedda

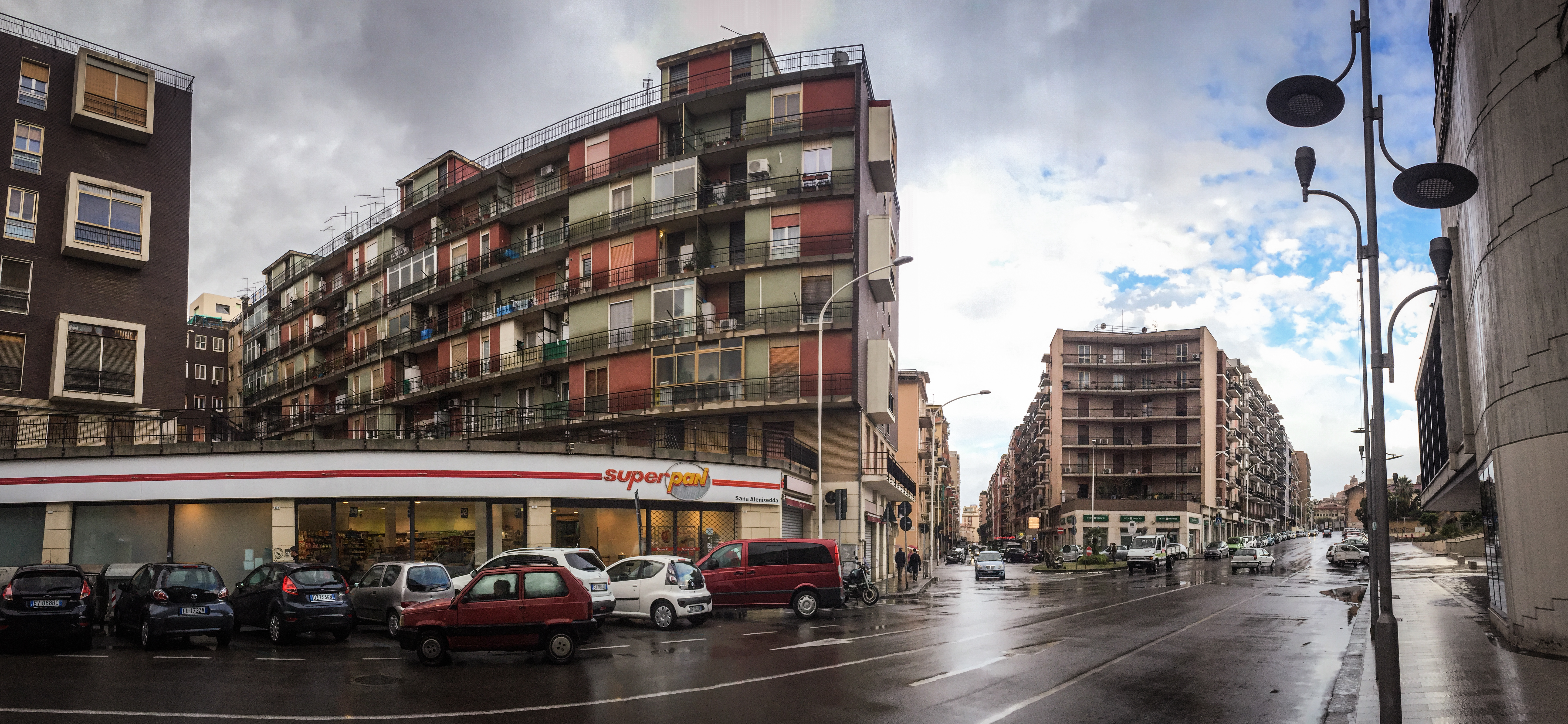
Via Sant'Alenixedda

È un quartiere compreso fra piazza Giovanni XXIII, via Ottone Bacaredda e viale Guglielmo Marconi. Prende il nome dalla via Sant'Alenixedda (AFI: /santˈalɛniʒɛdda/ ) dove sono situati il Teatro Lirico di Cagliari e il Conservatorio Giovanni Pierluigi da Palestrina con l'attiguo auditorium. Nonostante sia fra quartieri i più popolati della città, ha un aspetto poco omogeneo e poco compatto; infatti per designare l'area la denominazione "Sant'Alenixedda" viene usata molto raramente dai suoi abitanti che piuttosto affermano di appartenere ai quartieri adiacenti, cioè San Benedetto o Fonsarda.

### San Benedetto
Risalgono agli anni trenta le prime costruzioni nei pressi della piazza principale (ubicate allora in aperta campagna nelle vicinanze della strada di collegamento tra Cagliari e il centro di Quartu Sant'Elena), che diedero vita all'originario nucleo abitativo.
Solo vent'anni più tardi, soprattutto a causa della massiccia richiesta di nuove abitazioni da parte dei cittadini che avevano perduto le loro durante la guerra, il quartiere fu protagonista, insieme con altri rioni della stessa città, di una rapida espansione edilizia che lo vide crescere e occupare zone sino ad allora del tutto periferiche. Ultimata in pochi anni la costruzione dei palazzi, San Benedetto assunse, sulla pianta di Cagliari, l'attuale forma poligonale, con centro nell'omonima piazza e vertici corrispondenti ad altri punti centrali della città (le piazze Repubblica, Giuseppe Garibaldi, Dante poi intitolata a papa Giovanni XXIII e il largo Patrizio Gennari).

### Genneruxi
Situato ai piedi di Monte Urpinu, è sorto nei primi anni 1970. Il nome deriva da un'antica storia che narra ci fosse una piccola porta in ferro battuto con una croce, detta gènna 'e crúxi in sardo, unico resto di un antico cimitero o di una chiesa. Nell'arco degli anni il nome è diventato più scorrevole, divenendo Genneruxi (AFI: /ʤenˈnɛruʒi/ ). È un quartiere residenziale altolocato composto perlopiù da palazzi signorili, grandi ville e villini, le ville più grandi con tanto di grande giardino annesso, sono situate soprattutto nella zona adiacente al parco naturale regionale Molentargius-Saline collocate tra viale Guglielmo Marconi e l'Asse Mediano di Scorrimento, più precisamente tali grandi abitazioni sono situate in via Giuseppe Mercalli, via Chiara Lubich e via San Josemaría Escrivà de Balaguer. Genneruxi è caratterizzato dalle vaste aree verdi, dagli ampi viali alberati e dalle piazze presenti soprattutto lungo la via Stoccolma.
All'interno del quartiere si trovano diverse scuole, l'omonima fermata della rete tranviaria di Cagliari e varie fermate dell'autobus nº 6. La parrocchia della zona è il Santissimo Crocifisso.

#### San Giuliano
È una zona ubicata sotto le falde orientali del colle di monte Urpinu (nelle cui pendici settentrionali sorgeva il monastero benedettino di San Giuliano (Sàntu Liànu in sardo) e di cui non è rimasta traccia e termina sulle sponde del canale che delimita in questo versante lo stagno di Molentargius. È parte integrante del quartiere di Genneruxi.

### Monte Urpinu

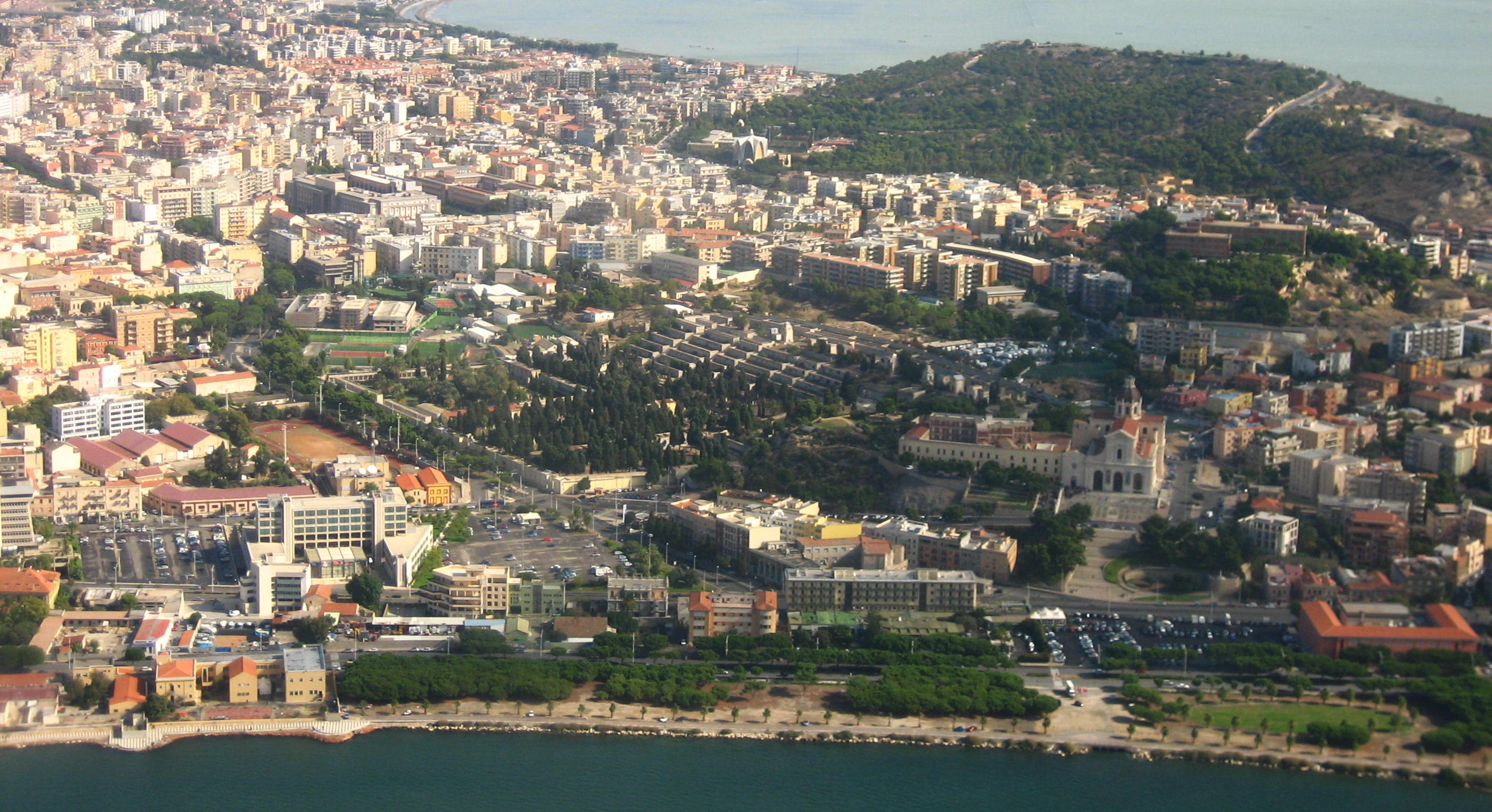
Bonaria e Monte Urpinu

È prevalentemente residenziale, sito a poca distanza dal centro e considerato uno dei quartieri più quotati per prezzi immobiliari. Zona prevalentemente verde, prende il nome dall'omonimo colle. È dotato di una strada panoramica, viale Europa, e dell'omonimo parco. Intorno al colle si sono sviluppate una serie di costruzioni (prevalentemente palazzi di media altezza), destinati all'uso residenziale. Nel quartiere si trovano vari negozi di articoli di necessità e di supermercati. 
Fu costruito a partire dagli anni 1950, dalla pineta di Monte Urpinu (da qui il nome di una delle sue vie principali, via della Pineta), ma vide la sua vera espansione dagli anni 1970, quando fu quasi totalmente edificato, lasciando comunque alcune piazze e viali alberati, che danno al quartiere una vocazione di quartiere verde della città. Ospita l'Ospedale Binaghi.

### Monte Mixi

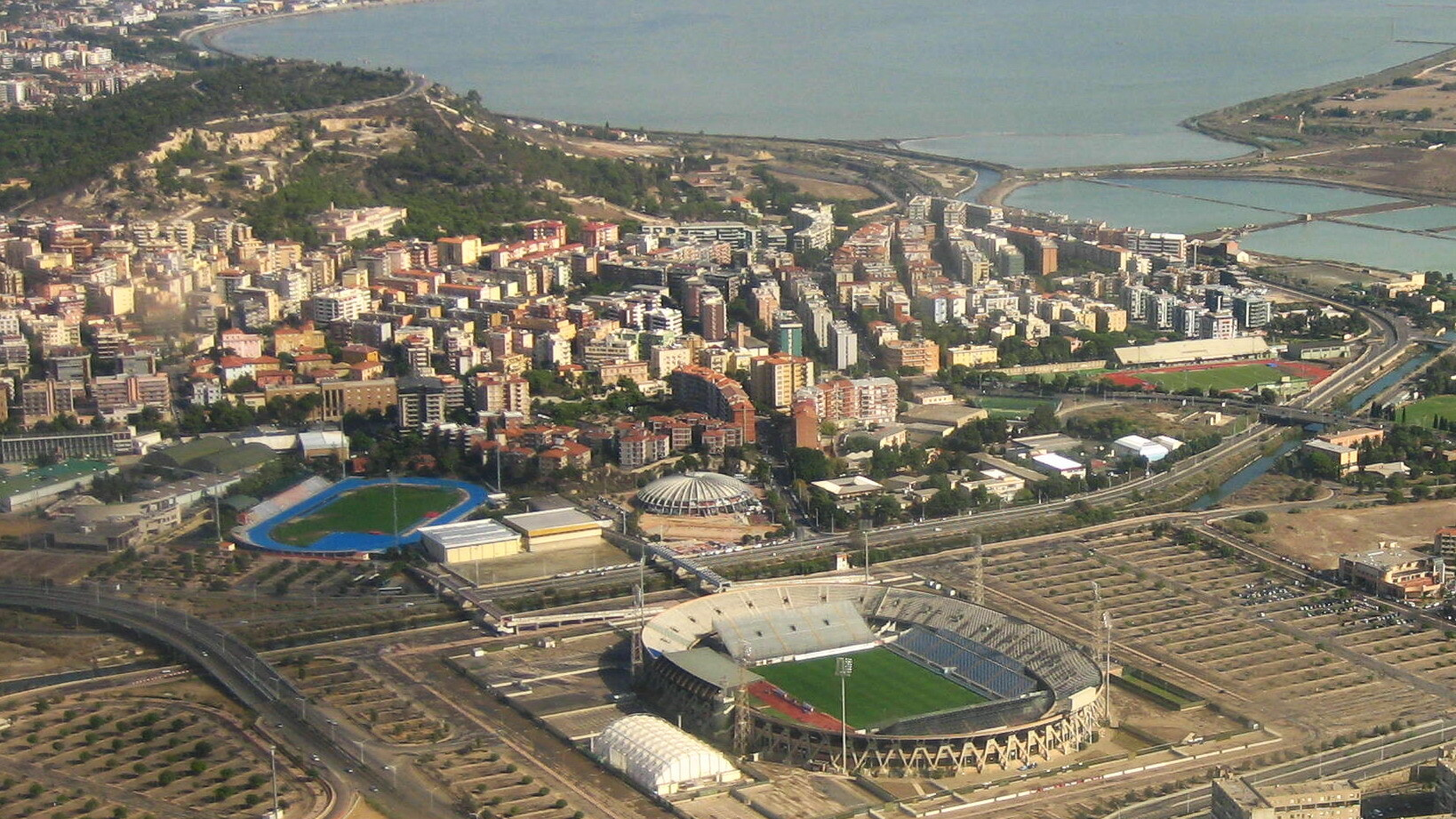
Monte Mixi e lo stadio Sant'Elia

È il quartiere situato tra viale Diaz e gli impianti sportivi di via John Davison Rockefeller, costruito sull'omonimo colle Monte Mixi (AFI: /ˈmonte ˈmiʒi/ ). Confina con i quartieri di Bonaria, Monte Urpinu, La Palma e Nuovo Borgo Sant'Elia.

### Bonaria
Prende il nome dal termine catalano medioevale Bon Ayre (aria buona), con cui gli aragonesi ribattezzarono il colle dove fondarono la loro cittadella fortificata nel XIV secolo, durante l'assedio di Castel di Castro. Oggi il quartiere è densamente popolato e, oltre ad alcune pregevoli villette, si trovano numerosi alberghi e palazzi. Ospita il Santuario di Nostra Signora di Bonaria e il cimitero monumentale di Bonaria.

### Sant'Avendrace-Santa Gilla

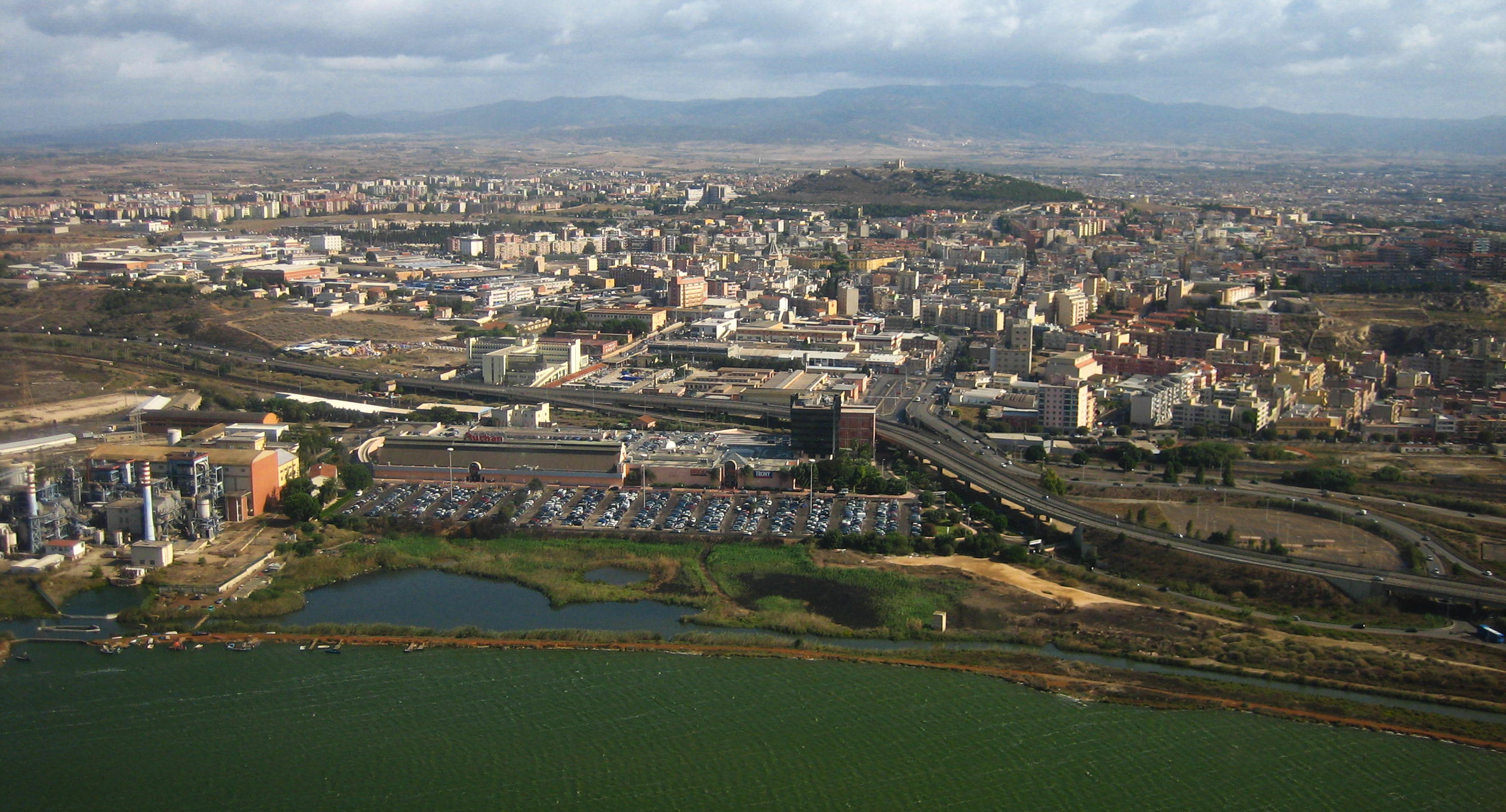
Sant'Avendrace, San Michele e Mulinu Becciu

Anticamente isolato dal resto della città e detto borgo di Sant'Avendrace, il quartiere sorge poco lontano dalla laguna di Santa Gilla ed è attraversato dall'importante e trafficato viale Sant'Avendrace da cui è possibile osservare la grotta della Vipera, un sepolcro di epoca romana. Nel viale si affacciano ancora alcune delle basse casette che un tempo erano dimora dei pescatori della vicina laguna, in passato unici abitanti del luogo. Il viale Sant'Avendrace termina nella piazza omonima, da cui cominciano il viale Elmas e il viale Monastir, ovvero rispettivamente i tratti iniziali della strada statale 130 Iglesiente e della strada statale 131 Carlo Felice. Da piazza Sant'Avendrace ha inizio anche la via San Michele in cui si trova Villa Carboni edificata nel XVII secolo sulle rovine di una domus di cui restano evidenti tracce.

### Mulinu Becciu
Dal sardo molínu béciu, mulino vecchio in italiano regionale, è situato nella periferia nord-occidentale di Cagliari, oltre Sant'Avendrace e San Michele. Si è sviluppato nei primi anni ottanta, in parte come rione di edilizia popolare, in parte come sede di palazzi residenziali. Sorge su una zona leggermente collinare e sulla quale un tempo si trovavano campi coltivati a vite (proprio per questo una zona ubicata tra il quartiere e il parco del castello di San Michele è denominata Bingia Matta, ovvero vigna di proprietà dei Matta) e i mulini per macinare da cui il quartiere prende il nome. Confina con il quartiere di Bingia Matta in territorio cagliaritano e con quello di Su Planu, in territorio di Selargius.
Caratteristiche salienti del contesto urbanistico sono la bassa densità di traffico automobilistico e la facilità di accesso alle maggiori arterie stradali come l'Asse Mediano di Scorrimento. Notevole la vicinanza all'Azienda ospedaliera "G. Brotzu", all'acquedotto, al parco del Castello di San Michele, al cimitero di San Michele, e soprattutto all'aeroporto di Cagliari-Elmas (circa 6 km).

### San Michele
Sorge nei pressi dell'omonima piazza, è caratterizzato da abitazioni di diversi ceti sociali. La sua via principale è via San Michele.
Il confine di quartiere è delimitato dalla piazza Sant'Avendrace, da viale Monastir (fino al cimitero) e dalle vie Monte Sabotino, Emilia, Abruzzi e Puglia.
Il quartiere nacque nei primi decenni del 1900 all'interno dell'azienda agricola della nobile famiglia cagliaritana dei Carboni che si estendeva da viale Monastir sin oltre piazza San Michele. Il primo nucleo ebbe origine dalla trasformazione degli edifici agricoli dell'azienda in abitazioni popolari e si chiamò "Case di Villa Carboni" o "Villaggio Carboni". Successivamente don Michele Carboni junior lottizzò l'intera tenuta tracciando e costruendo anche le strade: via Tofane, via Giuseppe Buccari, via Col Del Rosso, via Bosco Cappuccio, via Is Maglias, via Monte Zebio, via Monte Grappa, via Hermada, piazza San Michele (ex Campo Carboni) e altre ancora come via Montefior, non più esistente.
Possiede una parrocchia, intitolata alla Madonna della Medaglia Miracolosa e vi sorge l'omonimo cimitero di San Michele, il più grande della città e dell'hinterland cagliaritano. Unica testimonianza storico-artistica del quartiere è la Villa Carboni, risalente al XVII secolo.

#### Bingia Matta
È una zona di San Michele, per lo più residenziale, risalente ai primi anni settanta. È situata ai piedi del grande parco collinare del castello di San Michele, suo principale polmone verde, ove un tempo sorgeva una vigna (bíngia in campidanese) di proprietà della famiglia Matta. È ben servita da scuole dell'infanzia, scuola media e scuole superiori (istituti "Deledda", "De Sanctis", "Pacinotti" di via Brianza), grande palestra comunale, uffici pubblici o di servizio pubblico (Abbanoa) e linee di autobus che lo collegano con le altre zone della città. Al suo confine è presente anche uno dei mercati civici (via Quirra). Ben collegata ai principali snodi di accesso alla città oltre che con l'aeroporto di Cagliari-Elmas. La sua chiesa è intitolata a san Massimiliano Maria Kolbe. Poco distante, la grande casa dei Missionari Saveriani, attiva dal 1964. Delimitano la zona le vie Campeda, Abruzzi, Cornalias, Quirra, Meilogu e il parco del castello di San Michele, principale monumento, risalente al medioevo. Recentemente è stata oggetto di un concorso europeo, promosso dal comune di Cagliari, per la realizzazione di un complesso residenziale di altissima qualità.

### Quartiere Europeo
Si trova al confine tra i quartieri Fonsarda, Genneruxi e CEP, e tra la via Andrea Vesalio e il viale Guglielmo Marconi. 
Costituito soprattutto da ville singole mono/bi familiari di notevoli dimensioni, è un rinomato quartiere a bassa densità abitativa e ad alta presenza di verde pubblico e privato. Per quanto riguarda i servizi possiede un asilo e viene attraversato dalle linee 1, 30 e 31 e dalla rete tranviaria di Cagliari; si trovano inoltre il convento di San Giuseppe e la chiesa medioevale di Sant'Alenixedda. È presente nelle vie del quartiere una sede del Rotary International, una sede della polizia municipale e il consolato del Principato di Monaco. È considerato uno dei quartieri più quotati in termini immobiliari nell'intera città di Cagliari.

### CEP
Acronimo di Centro Edilizia Popolare, è sorto attraverso un progetto di edilizia popolare a metà anni 1960 nel quadro nazionale delle costruzioni civili popolari, il suo fulcro sono cinque "grattacieli" contornati da una serie di villini a schiera di due piani, un campetto da calcio e uno da basket, un cineclub e una chiesa originariamente guidata dal parroco don Aldo Matzeu, particolarmente amato dagli abitanti e a cui è stata dedicata una via e un busto davanti alla storica parrocchia del quartiere. A circa quarantacinque anni dalla sua creazione si è dotato di tutti i servizi: asili, scuole, farmacia, mercati e varie possibilità per le attività sportive; il comune ha provveduto inoltre alla sistemazione di numerose aree verdi.

### Poetto-Medau Su Cramu

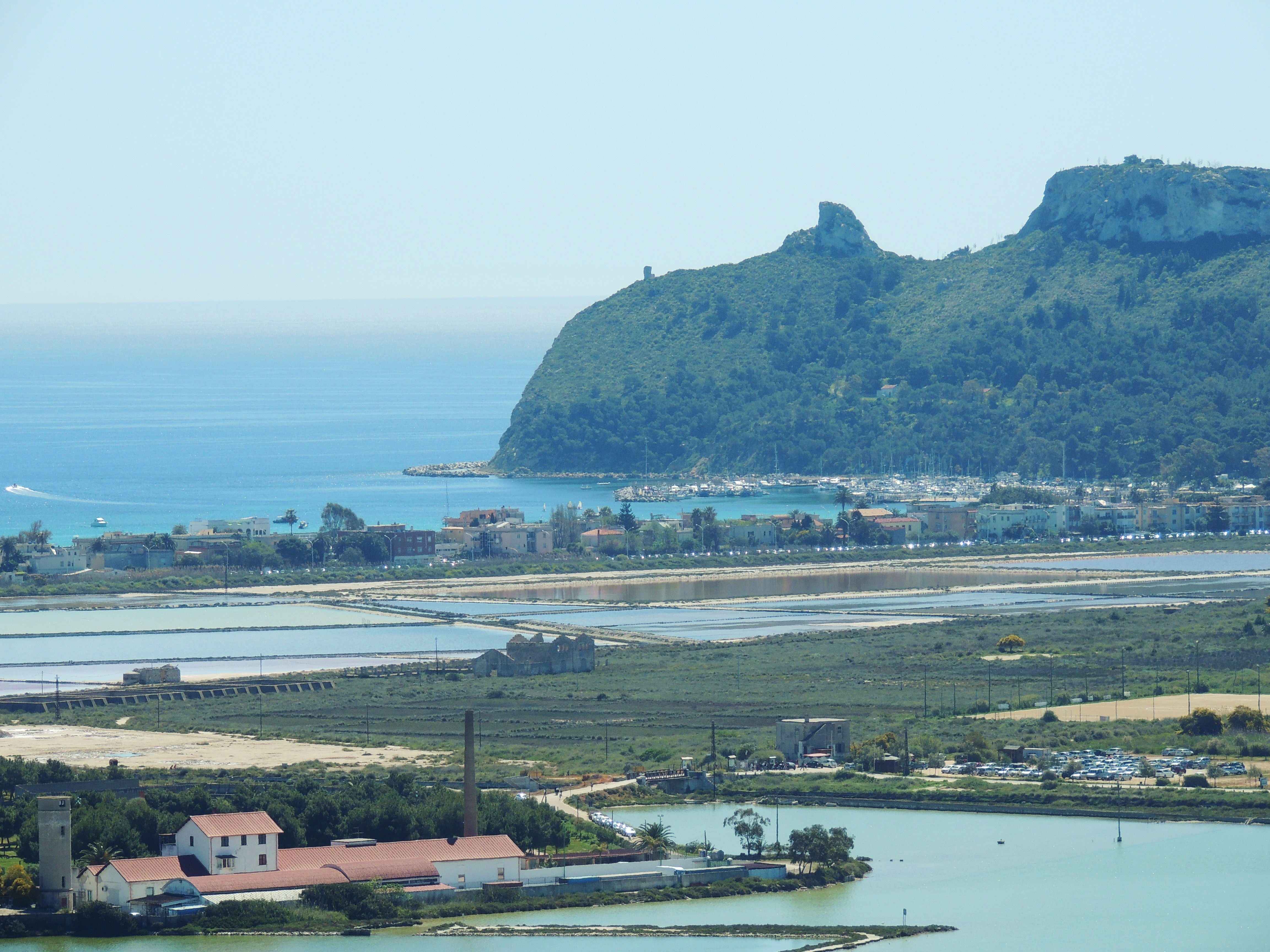
Il quartiere Poetto, tra le saline e la spiaggia omonima, sullo sfondo la Sella del Diavolo

Ubicato nell'area compresa tra l'omonima spiaggia e il parco naturale regionale Molentargius-Saline, si estende dall'Ospedale marino al porticciolo turistico di Marina piccola, lungo il viale Poetto. Negli anni ottanta l'abbattimento degli storici "casotti" determinò la scomparsa della bianchissima sabbia, spazzata via dal forte maestrale cagliaritano. Attorno al 1910 il nobile Michele Carboni junior vi costruì il primo stabilimento balneare chiamato "Il Poetto" che poi cedette nel 1922 a Efisio Daquila.

### La Palma
Sorge tra le saline e la spiaggia del Poetto. Qui si trova inoltre la vecchia chiesetta delle saline e la nuova chiesa del SS. Nome di Maria sorta nei primi anni 1980. Nel quartiere ha sede la circoscrizione numero 5 che comprende altri sette quartieri della città. Sono presenti una scuola elementare e un asilo, delle società sportive di pallacanestro e La Palma Monteurpinu per quanto riguarda il calcio, e vengono proposte diverse opportunità di aggregazione giovanile grazie al gruppo scout che vi opera.

### Quartiere del Sole
Nato tra gli anni settanta e gli anni ottanta, composto da palazzi di 5 piani (in media) e case indipendenti (limitrofe alle saline). È un quartiere residenziale che costeggia, con i quartieri La Palma e Calamosca (San Bartolomeo), viale Poetto e le Saline di Stato. Le scuole elementari "Del Sole" e medie "Colombo" sono situate in via del Sole.

### Borgo Sant'Elia
Sorge a ridosso di un'area una volta paludosa, vicino al faro di Sant'Elia nell'estremità sud-orientale di Cagliari. In origine questo era un borgo di pescatori. La via diretta per entrare nel quartiere, che appare come un borgo quasi isolato dal continuum urbano, è il viale Borgo Sant'Elia. Nel piazzale di fronte al mare, il largo Sant'Elia, sorge il Lazzaretto di Cagliari, edificato nel XVII secolo come area di ricovero, e oggi trasformato in un centro culturale.

#### San Bartolomeo
È una zona del quartiere che si estende lungo tutto l'omonimo viale. Adibita a utilizzo residenziale, è divisa in due parti:
la più alta e più recente (che comprende via Francesco Alziator, via Francesco Loddo Canepa, via Renato Prunas, via Rafaelo Delogu) e quella più bassa e antica (che comprende via San Bartolomeo, via Vergine di Lluc e piazza San Bartolomeo), dove si trova anche la seicentesca chiesa di San Bartolomeo.

### Nuovo Borgo Sant'Elia
A nord del Borgo Sant'Elia negli anni 1970 è stata costruita una nuova area, lungo la via Schiavazzi, a breve distanza dallo stadio Sant'Elia. Il nuovo quartiere consta di palazzi di grandi dimensioni. La linea storica di trasporto pubblico urbano che collega questo borgo al resto della città è la linea 6, una volta filoviaria, oggi automobilistica ed estesa anche alla zona nuova.

## Pirri
Comune della provincia di Cagliari fino al 1928 e frazione del suo capoluogo fino al 7 febbraio 2006, Pirri è una municipalità di Cagliari che conta sette quartieri:
- Barracca Manna
- Is Campus-Is Corrias
- Villa Doloretta
- Monreale
- San Giuseppe-Santa Teresa-Parteolla
- Is Bingias-Terramaini
- Monteleone-Santa Rosalia

## Vecchia suddivisione

La suddivisione in circoscrizioni in vigore fino al 2009

Fino al 2009 il territorio comunale era suddiviso in cinque circoscrizioni più la municipalità di Pirri, così composte:
| Circoscrizione 1                           | Circoscrizione 2                         | Circoscrizione 3               | Circoscrizione 4                       | Circoscrizione 5                    | Municipalità di Pirri |
| ------------------------------------------ | ---------------------------------------- | ------------------------------ | -------------------------------------- | ----------------------------------- | --- |
| - Castello - Marina - Villanova - Stampace | - Tuvixeddu - Tuvumannu - Sant'Avendrace | - Is Mirironis - Mulinu Becciu | - Fonsarda - San Benedetto - Genneruxi | - Monte Mixi - La Palma - Sant'Elia | - Barracca Manna - Is Campus - Is Corrias - Villa Doloretta - Monreale - San Giuseppe - Santa Teresa - Parteolla - Is Bingias - Terramaini - Monteleone - Santa Rosalia |

Le circoscrizioni furono poi, nell'ottica di revisione della spesa pubblica, ridotte a tre più la municipalità e definitivamente abolite nel 2011:
| Circoscrizione 1 | Circoscrizione 2                                                                                | Circoscrizione 3                                                                            | Municipalità di Pirri |
| --- | ----------------------------------------------------------------------------------------------- | ------------------------------------------------------------------------------------------- | --- |
| - Castello - Marina - Villanova - Stampace - Monte Mixi - Bonaria - Poetto - La Palma - Quartiere del Sole - Sant'Elia | - Tuvixeddu - Tuvumannu - Is Mirrionis - La Vega - Sant'Avendrace - Mulinu Becciu - San Michele | - Fonsarda - Sant'Alenixedda - San Benedetto - Genneruxi - Monte Urpinu - Quartiere Europeo | - Barracca Manna - Is Campus - Is Corrias - Villa Doloretta - Monreale - San Giuseppe - Santa Teresa - Parteolla - Is Bingias - Terramaini - Monteleone - Santa Rosalia - CEP |

## Demografia
Al 2022 la popolazione è così distribuita:
| Quartiere                  | Popolazione | Area (km2) | Densità (Pop./km2) |
| -------------------------- | ----------- | ---------- | ------------------ |
| Castello                   | 1359        | 0,117      | 11579              |
| Villanova                  | 6056        | 0,420      | 14413              |
| Marina                     | 2605        | 0,221      | 11792              |
| Stampace                   | 6922        | 1,602      | 4321               |
| Tuvixeddu-Tuvumannu        | 4800        | 1,005      | 4777               |
| Is Mirrionis               | 12245       | 1,772      | 6910               |
| La Vega                    | 3179        | 0,293      | 10842              |
| Fonsarda                   | 6947        | 0,924      | 7521               |
| Sant'Alenixedda            | 9538        | 0,684      | 13941              |
| San Benedetto              | 7921        | 0,418      | 18929              |
| Genneruxi                  | 5307        | 0,971      | 5463               |
| Monte Urpinu               | 4863        | 1,296      | 3752               |
| Monte Mixi                 | 6510        | 0,648      | 10049              |
| Bonaria                    | 8347        | 1,771      | 4712               |
| Sant'Avendrace-Santa Gilla | 7176        | 47,840     | 150                |
| Mulinu Becciu              | 6791        | 5,168      | 1314               |
| San Michele                | 5984        | 1,650      | 3626               |
| Pirri                      | 29011       | 5,830      | 5938               |
| Quartiere Europeo          | 810         | 0,343      | 2361               |
| CEP                        | 1865        | 0,163      | 11466              |
| Poetto-Medau su Cramu      | 1104        | 8,364      | 132                |
| La Palma                   | 1206        | 0,376      | 3209               |
| Quartiere del Sole         | 4216        | 0,366      | 11510              |
| Borgo Sant'Elia            | 1168        | 2,849      | 410                |
| Nuovo Borgo Sant'Elia      | 4749        | 1,032      | 4602               |
| Totale                     | 150679      | 86,123     | 6949               |